# Fantasporto
Fantasporto, nebo zkráceně Fantas, je mezinárodní filmový festival každoročně organizovaný v portugalském Portu. Ačkoliv je festival organizován soukromou organizací, je z větší části financován Portugalským ministerstvem kultury.